# Теодора Генчовска
Теодора Димитрова Генчовска е български историк и политик от ИТН.

## Биография
Родена е в Павликени на 23 май 1971 г. Завършва Софийския университет „Св. Климент Охридски“ (със специалност „История“), а след това и Военната академия „Георги С. Раковски“. Преминава редица курсове и обучения в Европа и САЩ в направления политика и планиране, международни отношения и военна дипломация.
Професионалната си кариера започва като експерт по въпросите на сигурността и отбраната в Генералния щаб на Българската армия, където преминава през всички нива на системата, достигайки до началник на отдел „НАТО и Европейски съюз“ в Министерството на отбраната. Работи като съветник по отбраната в Постоянното представителство на България в Европейския съюз и Постоянната делегация на България в НАТО. Участва в българските делегации на срещите на върха на страните членки на Алианса в Истанбул, Уелс, Варшава и Брюксел. Главен експерт към администрацията на президента Румен Радев.
През юли 2021 г. е номинирана от ИТН за министър на отбраната в предложените проектокабинети на Николай Василев и Пламен Николов. От 13 декември 2021 г. оглавява Министерството на външните работи в правителството на Кирил Петков. На 13 юни 2022 г. подава оставка като министър на външните работи, след решение на ИТН да изтегли министрите си от състава на правителството. С назначаването на служебния кабинет на служебното правителство на Гълъб Донев получава поста на заместник-министър на отбраната.